# Plon uboczny
Plon uboczny – część biomasy roślinnej, niestanowiąca plonu głównego, przeznaczana zazwyczaj na paszę, np. słoma zbóż, liście buraków cukrowych, nasiona lnu włóknistego.